# Musikåret 1865

## Händelser
- 28 april – Giacomo Meyerbeers opera L'Africaine har urpremiär på L'Opéra Garnier, nästan ett år efter hans död.
- 10 juni – Richard Wagners opera Tristan och Isolde har urpremiär på Münchens hovteater.
- 19 september – Franz von Suppés operett Den sköna Galatea har urpremiär på Carltheater i Wien.
- 17 december – Franz Schuberts symfoni i h-moll (Den ofullbordade) uruppförs i Wien

## Födda
- 1 mars – Hjalmar Meissner, svensk kapellmästare, dirigent och skribent.
- 9 juni – Carl Nielsen, dansk tonsättare.
- 21 juli – Robert Kahn, tysk tonsättare.
- 10 augusti – Aleksandr Glazunov, rysk tonsättare.
- 1 september – Hildur Broström, svensk tonsättare.
- 1 oktober – Paul Dukas, fransk tonsättare.
- 8 december – Jean Sibelius, finländsk tonsättare.

## Avlidna
- 28 januari – Felice Romani, 76, italiensk librettist för Donizetti och Bellini.
- 1 april – Giuditta Pasta, 67, italiensk sångare (sopran).
- 8 oktober – Heinrich Wilhelm Ernst, 51, violinist och tonsättare.
- 12 oktober – William Vincent Wallace, 53, irländsk musiker och kompositör.
- 6 december – Sebastián Yradier, 56, spansk tonsättare.